# Хитблек
Хитблек (њем. Hüttblek) општина је у њемачкој савезној држави Шлезвиг-Холштајн. Једно је од 95 општинских средишта округа Зегеберг. Према процјени из 2010. у општини је живјело 358 становника. Посједује регионалну шифру (AGS) 1060042.

## Географски и демографски подаци
Хитблек се налази у савезној држави Шлезвиг-Холштајн у округу Зегеберг. Општина се налази на надморској висини од 36 метара. Површина општине износи 2,8 km². У самом мјесту је, према процјени из 2010. године, живјело 358 становника. Просјечна густина становништва износи 130 становника/km².